# 21413 Альбертсао
21413 Альбертсао (1998 FS68, 1994 BK4, 21413 Albertsao) — астероїд головного поясу, відкритий 20 березня 1998 року.
Тіссеранів параметр щодо Юпітера — 3,611.